# ちゃっくんぽっぷ
『ちゃっくんぽっぷ』 (Chack'n Pop) は、1984年に稼動したタイトーのアーケードゲーム。固定画面タイプのアクションゲームである。

## ゲーム内容

### システム
8方向レバー、2ボタンで主人公の「ちゃっくん」を操作する。各面ではオリに囚われたハートを解放し、ちゃっくんを出口まで到達させるとクリアとなる。ちゃっくんはレバー操作で立体的な迷路の中をジャンプや天井張り付きなどのアクションを交えて移動する。レバー上入力で飛び上がることが出来、床に両足が付いていると1キャラ分、片足だと半キャラ分飛び上がることが出来る。飛んだ先に天井があると張り付くことが出来る。2つのボタンで、それぞれ左右方向へ爆弾を投げる。
障害として、迷路内には敵キャラクターの「もんすた」がいる。画面上部にはタイマー役の「まいた」がいて、「まいた」が画面右上の迷路の出口を塞ぐまでに、出口に到達する必要がある。
ちゃっくんがもんすたに触れる、爆弾の煙に触れる、ムービングブロックに挟まれる、タイムアウトでまいたに出口を閉ざされる、のいずれかでミスとなる。

### 攻撃方法
爆弾は投げると転がり、数秒経過後に爆発し煙が広がる。爆弾自体に「ちゃっくん」や「もんすた」が触れても何も起きない。爆弾は2つのボタン操作で、ちゃっくんの左右各一つずつ投げることができ、爆発して煙が消えるまでは、次の新しい爆弾を投げられない。
壁がない空中で爆発すると、煙は◇状に広がる。この際、爆発時の周囲にある煙が貫通しない地形によって煙の広がり方が変化する。2つの煙が重なるように爆弾が爆発すると、単独の爆発よりも少しだけ遠くまで煙が広がる。爆弾は水中でも爆発するが、煙は広がらない。

### 仕掛け
迷路には以下のものが配置されている。
ブロック
出口への通路を塞いでいる壁。爆弾では破壊できない。ハートを開放すると、ハートが地上に脱出する途上でブロックを一つ破壊する。
アイスブロック
氷でできた壁。普通の壁のように、上に乗ったり張り付いたりできる。爆弾で破壊可能（煙は貫通する）。
ムービングブロック
動く細い壁。上に乗ったり下に張り付くことが可能である。ムービングブロックと壁に挟まれると、ちゃっくんは潰されミスになる。同様にもんすたを挟んで倒すことも可能。爆弾では破壊できない。
ウォーターボトル
水が入ったビン。爆弾で破壊すると水が流れ出し迷路の下に溜まっていく。水がたまっている部分では足場がなくても移動することができる（泳げる）。
オリ（檻）
ハートが閉じ込められている檻。爆弾で破壊するとハートは開放され、地上へ向かって移動する。
もんすたエッグ
もんすたの卵。一定時間が経過すると、色が変化していく（シアン - 黄色 - マゼンタ）。マゼンタになると卵は落下し、もんすたが孵化する。爆弾で破壊可能。

### パワーアップアイテム
爆弾で複数のもんすたを同時に倒すとアイテムが出現する。ちゃっくんがアイテムに触れるとボーナスを獲得する。爆弾で破壊可能だが、その場合ボーナスは獲得されない。
フルーツ
ちゃっくんが触れるとボーナススコアを獲得する。同時に倒す数が多いほど、ボーナススコアの高いフルーツが出現する（赤りんご、さくらんぼ、いちごなど）。ただし、青りんごを取るとちゃっくんがスピードダウンしてしまう。黄色りんごは1UPとなる。
スーパーハート
ある法則に従い（後述）、爆弾で複数のもんすたを同時に倒すと、フルーツの代わりにスーパーハートが出現する。
ちゃっくんが触れると一定時間「スーパーちゃっくん」に変身する。動きが素早くなり、どこでも1キャラ分飛び上がれるようになる。体当たりでもんすたを倒すことができるようになり、煙に触れてもミスにならない。
スーパーハートの出現判定は、各面の開始時点から投げた爆弾の数によって決定される。特定発数目に複数のもんすたを倒すと出現する。
各面でのスーパーハート出現のための爆弾の発数は以下の通り。
2MAZE目以降が円周率を表している。
| MAZE | 爆弾の発数 |
| ---- | ---------- |
| 練習 | 2          |
| 2    | 3          |
| 3    | 1          |
| 4    | 4          |
| 5    | 1          |
| 6    | 5          |
| 7    | 9          |
| 8    | 2          |
| 9    | 6          |
| 10   | 5          |
| 11   | 3          |
| 12   | 5          |
| 13   | 8          |
| 14   | 9          |

### 隠しボーナス
敵を倒さずにクリアする
敵を倒さずにクリアするとボーナスが2万点入り、残数が1増える。
卵からかえったもんすたを全部倒す
卵を一つも破壊せずに全て孵化させ、もんすたを全て倒すとボーナスが5000点入る。

## キャラクター

### 一覧
ちゃっくん（SG-1000版ではチャックン）
主人公。爆弾（ぼわ～ん弾）で攻撃したりジャンプをしたりする。スーパーハートを取るともんすたに体当たりで攻撃できる。ミスちゃっくんとのハートを取り戻しに向かう。
ミスちゃっくん（SG-1000版ではミスチャックン）
ちゃっくんの恋人。SG-1000版ではスタート時とゲームオーバー時とエンディングで登場する。エンディングではゴールインする。
もんすた
迷路内をうろつく敵。最初は動かない卵として存在しているが、時間がたつと孵化し迷路内をさまよう。爆弾などで倒すことが可能。各面のもんすたを全て倒さずにクリアすると、次の面のもんすたが増加する。
もんすたの行動パターンは通常の巡回移動以外に、「にげにげもんすた」と「おいかけもんすた」の2パターンがある。にげにげもんすたは、爆弾が近くにあると反対方向に逃げ出す。おいかけもんすたは、ちゃっくんの通過した軌跡をなぞるように移動する。爆弾からは逃げない。
2周目以降は、迷路内のもんすたの数が減ると、不気味な効果音とともに残存もんすたのうち1匹の色が赤（目は青）く変化し、高速で移動する「いかりもんすた」となる。ただし、該当するもんすたが迷路の出口付近にいる場合は、効果音は鳴るがいかりもんすたにはならない。いかりもんすたは、その迷路内でちゃっくんが既に通過した場所を通過すると、必ずおいかけもんすたとなりちゃっくんの軌跡を辿って追いかけてくる。
まいた
迷路の上部に存在し、迷路の出口を岩でふさごうとするキャラクター。開始時は左端にいて、時間と共に右に移動していく。完全に右に移動しきると、左から追加のまいたが現れ、どんどん岩を押していく。最終的には完全に岩で迷宮の出口を塞いでしまい、こうなるとミスになるため、その前にちゃっくんは迷路を脱出しなければならない。倒すことはできない。

### 他作品での登場
このゲームの登場キャラクターは、タイトーの他の作品にも出演している（隠れキャラの場合もある）。特にバブルボブルでは、まいたともんすたは敵キャラとして、スーパーハート（ちゃっくんハートなどとも呼ばれる）は同様の効果を持つパワーアップアイテムとして、そしてちゃっくんはステージ構成やボーナスフルーツとして登場した。
また、ちゃっくんは、タイトーの事実上のマスコットキャラとして扱われていた時期がある。

## 開発
本作は東大マイコンクラブに所属していた酒井博史が日立のベーシックマスターレベル3で開発した「Chack'n Chack」というゲームをタイトーが買い取り、アーケードゲームとして製品化した。
プログラミングは石岡純が、デモ映像やレベルデザイン等は彼の同期である酒匂弘幸が担当した。酒匂は2020年のインタビューの中で、「Chack'n Chack」のキャラクターがあまりかわいくなかったため、当時パシフィック工業に在籍していた千葉由美子に相談したところ、ひよこのような「ちゃっくん」が誕生したと明らかにしている。開発に際しては、画面に表示される色を確認するために毎回ヒューズROM（バイポーラROM）を作成する必要があったため、効率化の観点から開発機に追加基板が導入された。

## 移植版
酒匂は2020年のインタビューの中で難しいためアーケードでヒットした感じはしなかったと話している一方、本作はファミリーコンピュータやMSXなど複数のプラットフォームに展開され、タイトーの代表作の一つとなった。　これらの移植版には酒匂以外の者が携わったものの、事前に酒匂へ開発することが伝えられることはなく、後になって知らされたこともあった。酒匂はこれについて「[前略]まぁタイトーはアーケードが本業だったこともあったんでしょう」と2020年のインタビューの中で語っている。
なお、一部の移植版のタイトル表記がカタカナになっているが、誤記では無い。日本においては全て平仮名で「ちゃっくんぽっぷ」と表記することが基本である(Wikipediaの本ページ名も平仮名で表記している)が、SG-1000版とイーグレットツーミニ版では片仮名で「チャックンポップ」としている。
イーグレットツーミニ版を手掛けたタイトープロデューサーは「（平仮名でも片仮名でも）どちらもOK」としているが、イーグレットツーミニ版については「長年（タイトーの先輩社員から）言い伝えられた事を忠実に再現して」片仮名表記にしたとのことである。
また、パッケージの記載では「ちゃっくん（チャックン）」と「ぽっぷ（ポップ）」の間にスペースを入れている場合もある（SG-1000版やファミコン版など）。
| No. | タイトル                    | 発売日                                                 | 対応機種                                 | 開発元               | 発売元                 | メディア                              | 型式                             | 売上本数 | 備考                                                                                                  |
| --- | --------------------------- | ------------------------------------------------------ | ---------------------------------------- | -------------------- | ---------------------- | ------------------------------------- | -------------------------------- | -------- | --- |
| 1   | ちゃっくんぽっぷ            | 1984年7月                                              | MZ-2000/2200                             | キャリーラボ         | ニデコム               | カセットテープ                        | -                                | -        | |
| 2   | ちゃっくんぽっぷ            | 1984年8月                                              | PC-8801 X1                               | キャリーラボ         | ニデコム               | フロッピーディスク                    | -                                | -        | |
| 3   | ちゃっくんぽっぷ            | 1984年8月 1984年                                       | MSX                                      | タイトー             | タイトー               | ロムカセット                          | NH-MSX02                         | -        | |
| 4   | ちゃっくんぽっぷ            | 1984年9月                                              | FM-7                                     | キャリーラボ         | ニデコム               | フロッピーディスク                    | -                                | -        | |
| 5   | ちゃっくんぽっぷ            | 1984年10月                                             | PC-6001mkII                              | キャリーラボ         | ニデコム               | カセットテープ                        | -                                | -        | |
| 6   | ちゃっくんぽっぷ            | 1985年5月24日                                          | ファミリーコンピュータ                   | トーセ               | タイトー               | ロムカセット                          | TF-4500                          | -        | |
| 7   | ちゃっくんぽっぷ            | 1985年                                                 | IBM JX                                   | キャリーラボ         | ニデコム               | フロッピーディスク                    | -                                | -        | |
| 8   | チャックンポップ            | 1985年9月                                              | SG-1000                                  | セガ第2AM研究開発部  | セガ                   | ロムカセット                          | C-52                             | -        | BGMが独自のものになっている                                                                           |
| 9   | ちゃっくんぽっぷ            | 2003年3月17日                                          | 504シリーズ FOMA2051シリーズ （iアプリ） | タイトー             | タイトー               | ダウンロード （タイトーG@meパーク）   | -                                | -        | アーケード版の移植                                                                                    |
| 10  | タイトーメモリーズ下巻      | 2005年8月25日                                          | PlayStation 2                            | Mine Loader Software | タイトー               | DVD-ROM                               | SLPM-66092                       | -        | アーケード版の移植                                                                                    |
| 11  | タイトーメモリーズ ポケット | 2006年1月5日 2006年10月6日 2006年11月9日 2007年5月17日 | PlayStation Portable                     | Mine Loader Software | タイトー               | UMD                                   | ULJM-05076 ULES-00473 ULUS-10208 | -        | アーケード版の移植                                                                                    |
| 12  | Taito Legends 2             | 2006年3月31日 2007年5月16日                            | Xbox PlayStation 2                       | Empire Interactive   | Destineer              | DVD-ROM                               | PS2: SLES-53852 SLUS-21349       | -        | Xbox版は欧州のみ発売                                                                                  |
| 13  | Taito Legends 2             | 2006年3月31日 2007年7月10日                            | Windows                                  | Empire Interactive   | Destineer              | CD-ROM                                | -                                | -        | |
| 14  | ちゃっくんぽっぷ            | 2008年7月8日                                           | Wii                                      | タイトー             | タイトー               | ダウンロード （バーチャルコンソール） | FC4J                             | -        | ファミリーコンピュータ版の移植 2019年1月31日 配信・販売終了                                           |
| 15  | ちゃっくんぽっぷ            | 2013年11月20日                                         | ニンテンドー3DS                          | タイトー             | スクウェア・エニックス | ダウンロード （バーチャルコンソール） | TD2J                             | -        | ファミリーコンピュータ版の移植                                                                        |
| 16  | タイトーマイルストーン      | 2022年2月24日                                          | Nintendo Switch                          | ハムスター           | タイトー               | ゲームカード ダウンロード             |                                  | -        | アーケード版の移植 ハムスター社のダウンロード専売ソフト「アーケードアーカイブス」版のパッケージソフト |
| 17  | チャックンポップ            | 2022年3月2日                                           | イーグレットツー ミニ                    | 移植担当企業は未発表 | タイトー               | プリインストール                      |                                  | -        | アーケード版の移植                                                                                    |
| 18  | ちゃっくんぽっぷ            | 2022年7月21日                                          | PlayStation 4 Nintendo Switch            | タイトー             | ハムスター             | ダウンロード (アーケードアーカイブス) |                                  | -        | アーケード版の移植 英語版も収録                                                                       |

## 関連作品
バブルボブル（1986年）
「もんすた」と「まいた」が敵キャラクターとして登場している。
メガブラスト（1989年）
5面と8面の中ボスとして登場する
バブルシンフォニー（1994年）
ちゃっくんがゲストキャラクターとして登場する。
パズルボブル2 (1995年)
VSモードにも登場する。
ぽっぷんぽっぷ（1998年）
PlayStation版とゲームボーイカラー版でちゃっくんとミスちゃっくんが登場する。
ラクガキ王国シリーズ（2002年、2004年）
『初代』『2』でちゃっくんの「ラクガキ」が登場。